# Iniistius auropunctatus
 Iniistius auropunctatus és una espècie de peix de la família dels làbrids i de l'ordre dels perciformes.

## Morfologia
Els mascles poden assolir els 12,9 cm de longitud total.

## Distribució geogràfica
Es troba a les Illes Marqueses.